# Теорема сумм-произведений
Теорема сумм-произведений — теорема арифметической комбинаторики, устанавливающая неструктурированность любого достаточно большого множества относительно хотя бы одной из операций поля (сложения и умножения). В качестве показателя структурированности используются, соответственно, размеры множества сумм и множества произведений.

## Формулировка
Пусть {\displaystyle A\subset {\mathbb {F} }} — подмножество некоторого кольца {\displaystyle {\mathbb {F} }} (обычно {\displaystyle {\mathbb {F} }} является полем, но формально можно рассматривать и кольцо) с операциями {\displaystyle +} и {\displaystyle \cdot }. Рассматриваются два производных от {\displaystyle A} множества:
{\displaystyle A+A=\left\lbrace {a_{1}+a_{2}:a_{1},a_{2}\in A}\right\rbrace }
{\displaystyle A\times A=\left\lbrace {a_{1}\cdot a_{2}:a_{1},a_{2}\in A}\right\rbrace }
Если множество {\displaystyle A} структурировано относительно сложения (например, в нём много арифметических прогрессий, или обобщённых арифметических прогрессий, или их больших кусков), то множество {\displaystyle A+A} будет относительно невелико — ведь суммы многих пар элементов совпадут.
Если же {\displaystyle A} структурировано относительно умножения, то не очень большим будет множество {\displaystyle A\times A}, по аналогичным причинам.
Теорема утверждает, что хотя бы одно из множеств {\displaystyle A+A} и {\displaystyle A\times A} очень велико относительно {\displaystyle A}, то есть относительно хотя бы одной из операций структура будет нерегулярна.
Конкретнее, теорема устанавливает степенной рост размера большего из производных множеств относительно размера исходного:
| Теорема Для некоторой константы {\displaystyle \delta =\delta ({\mathbb {F} })>0} и произвольного множества {\displaystyle A\subset {\mathbb {F} }} (для конечного {\displaystyle {\mathbb {F} }} — с ограничениями на размер) верно, что {\displaystyle \max \left\lbrace {\|A+A\|,\|A\times A\|}\right\rbrace >\|A\|^{1+\delta }} |

Для разных колец удаётся получить оценки с разными {\displaystyle \delta }. Также для некоторых (особенно для конечных) колец возможно добавление условий на размер множества {\displaystyle A}, при которых выполняется теорема для данного {\displaystyle \delta }.

### Крайние случаи
Наиболее удобными для изучения оказываются крайние случаи гипотезы:
- few sums, many product (FSMP): если {\displaystyle |A+A|\ll |A|}, то {\displaystyle |AA|\geq |A|^{2-o(1)}}[1]
- few products, many sums (FPMS): если {\displaystyle |AA|\ll |A|}, то {\displaystyle |A+A|\geq |A|^{2-o(1)}}[2]

## Примеры
Классическими примерами для иллюстрации теоремы сумм-произведений являются арифметическая прогрессия {\displaystyle A=\left\lbrace {1,\dots ,n}\right\rbrace } и геометрическая прогрессия {\displaystyle B=\left\lbrace {1,2,4,\dots ,2^{n-1}}\right\rbrace }.
Арифметическая прогрессия максимально упорядочена относительно сложения, так что {\displaystyle |A+A|<2|A|}, однако из её чисел можно составить много разных произведений, так что {\displaystyle |A\times A|=\Omega \left({\frac {|A|^{2}}{\log |A|}}\right)}, так что относительно умножения она совершенно неупорядоченна.
Точно так же для геометрической прогрессии выполнено {\displaystyle |B\times B|<2|B|}, но очевидно (если рассмотреть двоичное представление чисел), что {\displaystyle |B+B|=\Omega (|B|^{2})}.

## Результаты

### Для вещественных чисел
При {\displaystyle {\mathbb {F} }={\mathbb {R} }} теорема сумм-произведений иногда называется также теоремой Эрдёша-Семереди, поскольку именно они в 1983 году подняли вопрос рассмотрения соотношения количеств сумм и произведений. В той же работе они выдвинули гипотезу о том, что величина {\displaystyle \varepsilon } может быть сколь угодно близка к единице (то есть {\displaystyle \max \left\lbrace {|A+A|,|A\times A|}\right\rbrace >|A|^{2-o(1)}}). Однако В той же статье они выдвинули ещё несколько гипотез, в частности, аналогичную для {\displaystyle k} слагаемых и множеств: {\displaystyle \max \left\lbrace {|A+\dots +A|,|A\times \dots \times A|}\right\rbrace >|A|^{k-o(1)}}.
| Хронология улучшения {\displaystyle \delta } в оценке {\displaystyle \max\{\|A+A\|,\|AA\|\}\geq \|A\|^{1+\delta -o(1)},\ A\subset {\mathbb {R} }} | Хронология улучшения {\displaystyle \delta } в оценке {\displaystyle \max\{\|A+A\|,\|AA\|\}\geq \|A\|^{1+\delta -o(1)},\ A\subset {\mathbb {R} }} | Хронология улучшения {\displaystyle \delta } в оценке {\displaystyle \max\{\|A+A\|,\|AA\|\}\geq \|A\|^{1+\delta -o(1)},\ A\subset {\mathbb {R} }} |
| Год | Значение {\displaystyle \delta } | Автор(ы) |
| --- | --- | --- |
| 1983 | {\displaystyle 1/31}(*)(**) | Эрдёш, Семереди {\displaystyle 1+\delta } вместо {\displaystyle 1+\delta -o(1)}                                                                   |
| 1998 | {\displaystyle 1/15}(*)(**) | Форд |
| 1997 | {\displaystyle 1/4}(**) | Элекеш |
| 2005 | {\displaystyle 3/11} | Шоймоши |
| 2009 | {\displaystyle 1/3} | Шоймоши |
| 2015 | {\displaystyle {\frac {1}{3}}+{\frac {1}{20598}}\approx 0.333381...}                                                                              | Конягин, Шкредов |
| 2016 | {\displaystyle {\frac {1}{3}}+{\frac {5}{9813}}\approx 0.333842...}                                                                               | Конягин, Шкредов |
| 2016 | {\displaystyle {\frac {1}{3}}+{\frac {1}{1509}}\approx 0.333996...}                                                                               | Руднев, Шкредов, Стивенс |
| 2019 | {\displaystyle {\frac {1}{3}}+{\frac {5}{5277}}\approx 0.334280...}                                                                               | Шакан |
| 2020 (препринт) | {\displaystyle {\frac {1}{3}}+{\frac {2}{1167}}\approx 0.335047...}                                                                               | Руднев, Стивенс |
| (*) Только для {\displaystyle A\subset {\mathbb {Z} }} (**) Верно и для степени {\displaystyle 1+\delta } вместо {\displaystyle 1+\delta -o(1)}   | | |

### Для полей вычетов по простому модулю
Теренс Тао в своей монографии отмечает, что задача о получении аналога результата Эрдёша и Семереди в полях {\displaystyle {\mathbb {F} }_{p}} была поставлена в 1999 г. Т. Вольфом (в частной беседе) для подмножеств {\displaystyle A\subset {\mathbb {F} }_{p}} мощности порядка {\displaystyle p^{1/2}}.
Задача сумм-произведений в {\displaystyle {\mathbb {F} }_{p}} была решена в работах Бургейн, Глиббичука и Конягина и Бургейна, Каца и Тао. Они доказали следующую теорему
| Для любого {\displaystyle \varepsilon >0} существует {\displaystyle \delta =\delta (\varepsilon )>0} такое, что если {\displaystyle A\subset {\mathbb {F} }_{p}} и {\displaystyle \|A\|<p^{1-\varepsilon }}, то выполняется оценка {\displaystyle \max \left\lbrace {\|A+A\|,\|A\times A\|}\right\rbrace \geq \|A\|^{1+\delta }} |

В условии теоремы требование {\displaystyle |A|<p^{1-\varepsilon }} является естественным, так как если {\displaystyle |A|} имеет порядок близкий к {\displaystyle p}, то обе величины {\displaystyle |A+A|} и {\displaystyle |A\times A|} будут по порядку близки к {\displaystyle |A|}.

### Для произвольных колец
Теренс Тао исследовал границы возможностей обобщения теоремы на произвольные кольца и, в частности, связь экстремальных случаев малых значений {\displaystyle |A+A|} и {\displaystyle |A\cdot A|} с количеством делителей нуля в множестве {\displaystyle A} и близостью его структуры к подкольцу.

## Методы доказательства

### Для вещественных чисел

#### Первые доказательства
Доказательство Эрдёша и Семереди использовало тот факт, что при малых {\displaystyle |A+A|} и {\displaystyle |A\times A|} существует решение системы
{\displaystyle {\begin{cases}b_{1}+b_{3}=b_{2}+b_{4}\\b_{1}b_{5}=b_{2}b_{6}\ ,\end{cases}}}
где {\displaystyle b_{i}} принадлежат некоторым (разным) подмножествам {\displaystyle A}, а на само множество {\displaystyle A} налагаются специальные условия. Используя такое утверждение как лемму, можно доказать теорему и для произвольного множества {\displaystyle A}.

#### Теорема Семереди — Троттера (Элекеш, 1997)
Если все элементы {\displaystyle a\in A} имеют много представлений в виде {\displaystyle a=p_{1}p_{2},\ p_{1}\in \Pi _{1},\ p_{2}\in \Pi _{2}} для некоторых небольших множеств {\displaystyle \Pi _{1}\Pi _{2}}, то для оценки числа решений уравнения
{\displaystyle a+b=c,\ a\in A,\ b\in B,\ c\in C\ .}
с любыми множествами {\displaystyle B,C} можно использовать уравнение
{\displaystyle p_{1}p_{2}+b=c,\ p_{1}\in \Pi _{1},\ p_{2}\in \Pi _{2},\ b\in B,\ c\in C\ .}
С другой стороны, решения такого уравнения соответствуют инциденциям между прямыми, которые параметризуются парами {\displaystyle (p_{1},b)}, и точками, которые параметризуются парами {\displaystyle (p_{2},c)}. Поэтому для их оценки оказывается удобно использовать общие результаты об инциденциях, наилучший из которых — теорема Семереди — Троттера.
Именно это использовал Элекеш при доказательстве теоремы с показателем {\displaystyle \delta ={\frac {1}{4}}}. Неявно его доказательство можно разделить на два этапа:
- анализ уравнения {\displaystyle a+b=c,\ a\in A,b\in B,c\in C} (тривиально, с помощью разложения {\displaystyle \Pi _{1}:=AA,\ \Pi _{2}:=1/A})
- применение полученных оценок (тривиально, для {\displaystyle B:=A,\ C:=A+A})

Такая декомпозиция важна для осмысления возникших позже методов.

#### Конструкция Шоймоши (Шоймоши, 2009)

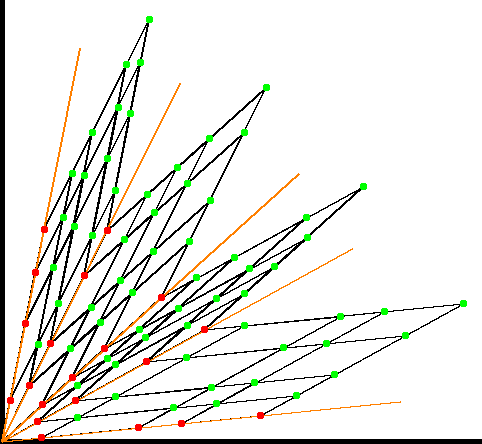
Конструкция Шоймоши. Красные точки имеют координаты из.
Зелёные точки соответствуют суммам красных с соседних прямых. Все они гарантированно различны и принадлежат.
Количество линий с красными точками выражается через

Шоймоши использовал тот факт, что если {\displaystyle {\frac {a}{b}}<{\frac {c}{d}}}, то
{\displaystyle {\frac {a}{b}}<{\frac {a+c}{b+d}}<{\frac {c}{d}}\ .}
Из этого следует, что если {\displaystyle {\frac {a_{1}}{b_{1}}}<{\frac {a_{2}}{b_{2}}}<{\frac {a_{3}}{b_{3}}}}, то
{\displaystyle {\frac {a_{1}+a_{2}}{b_{1}+b_{2}}}<{\frac {a_{2}+a_{3}}{b_{2}+b_{3}}}\ .}
В то же время при фиксированных значениях {\displaystyle \lambda \in A/A,\ \mu \in A/A} все пары {\displaystyle (a+c,b+d)}, образуемые представлениями
{\displaystyle \lambda ={\frac {a}{b}},\ \mu ={\frac {c}{d}},\ a,b,c,d\in A}
будут различны, поэтому, просуммировав их по «соседним» парам {\displaystyle (\lambda ,\mu )}, можно получить оценку на {\displaystyle |A+A|} в терминах числа таких представлений. А оно, в свою очередь, выражается (опосредовано) через {\displaystyle |AA|}.
Наиболее наглядно эту идею можно выразить геометрически, как суммирование точек из {\displaystyle A\times A}, которые лежат на соседних прямых, исходящих из центра координат.

##### Разбиение конструкции Шоймоши (Конягин, Шкредов, 2015)

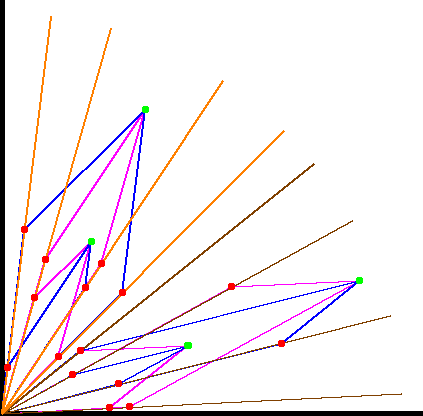
Разбиение конструкции Шоймоши по методу Конягина-Шкредова
Цвета линий, исходящих из центра координат, соответствуют блокам, в каждом из которых оценивается количество совпадений сумм.
Синие и фиолетовые линии обозначают суммируемые пары красных точек с одинаковыми суммами.

Если в конструкции Шоймоши убрать условие о том, что суммируемые точки должны принадлежать соседним прямым, то уже ничто не будет гарантировать, что все получающиеся суммы будут различны. Например, вообще все суммы точек из {\displaystyle A\times A} могут быть различны только в экстремальном случае {\displaystyle |A+A|\gg |A|^{2}}, а он уже удовлетворяет гипотезе сумм-произведений.
Исходя из этого, Конягин и Шкредов оценили минимальное число совпадений таких сумм в промежуточном случае (когда {\displaystyle |A+A|} и {\displaystyle |AA|} равны нижней оценке, то есть {\displaystyle |A|^{4/3}}). Чтобы оценить число совпадений, они разбили все прямые на блоки из одинакового числа идущих подряд и оценивали число совпадений в каждом блоке для большинства из них. Используя эти оценки, они получили результат с {\displaystyle \delta >{\frac {1}{3}}}.

##### Нетривиальное мультипликативное разложение (Руднев, Стивенс, 2020)
Совпадения двух сумм точек, которые рассматривали Конягин и Шкредов, означают наличие решения системы уравнений
{\displaystyle {\begin{cases}\lambda _{1}a_{1}+\lambda _{2}a_{2}=\lambda _{3}a_{3}+\lambda _{4}a_{4}\\a_{1}+a_{2}=a_{3}+a_{4}\ ,\end{cases}}}
где {\displaystyle (a_{i},\lambda _{i}a_{i})\in A\times A} и все {\displaystyle \lambda _{i}} и пары {\displaystyle (\lambda _{1},\lambda _{2}),(\lambda _{3},\lambda _{4})} различны. Редуцируя систему по методу Гаусса (в одно действие), можно получить уравнение
{\displaystyle a_{3}=c_{1}a_{1}-c_{2}a_{2}}
с постоянными {\displaystyle c_{1},c_{2}} и теми же условиями на {\displaystyle a_{1},a_{2}}. Руднев и Стивенс применили это для явного построения мультипликативного разложения большого подмножества {\displaystyle A} с лучшими свойствами, чем у тривиального.
По аналогии с доказательством Элекеша, это позволяет разделить доказательство оценок с показателем {\displaystyle \delta ={\frac {1}{3}}+c} на два этапа:
- применение нового мультипликативного разложения;
- нетривиальное применение уравнения {\displaystyle a-b=c} для оценки {\displaystyle |A+A|}.[22]

#### Использование старших энергий
Наиболее популярный путь использования уравнений для оценки {\displaystyle |A+A|} — использование аддитивной энергии и её обобщений. Результаты применения теоремы Семереди-Троттера позволяют лучше всего анализировать уравнения вида
{\displaystyle E_{3}(A,D):=\{(a_{1},a_{2},a_{3},d_{1},d_{2},d_{3})\in A^{3}\times D^{3}\ :\ a_{1}-d_{1}=a_{2}-d_{2}=a_{3}-d_{3}\}}
для произвольного {\displaystyle D}. Руднев и Стивенс предложили метод использования такой аддитивной энергии с помощью рассмотрения уравнения
{\displaystyle d=(a+b)-(a+c)\,\ a,b,c\in A,\ d\in D\ ,}
где {\displaystyle D} соответствует множеству популярных (с большим количеством представлений) разностей, а {\displaystyle a+b} принадлежит множеству популярных сумм. Кроме задачи сумм-произведений, разработка подобных методов актуальна для оценки сумм выпуклых последовательностей.
Существует похожий операторный метод, который менее эффективен для оценки {\displaystyle |A+A|}, но позволяет лучше изучать связь между {\displaystyle E(A)} и {\displaystyle |AA|}.

### Для простых полей
При доказательстве теоремы для {\displaystyle {\mathbb {F} }={\mathbb {F} }_{p}} широко используются понятие аддитивной энергии, неравенство Плюннеке — Ружа и оценки Балога-Семереди-Гауэрса. Одно из возможных доказательств использует нижнюю оценку на размер множества {\displaystyle R(A)=A\left({{\frac {A\times A-A\times A}{A-A}}+A}\right)} и тот факт, что из верхних оценок на размеры {\displaystyle A+A} и {\displaystyle A\times A} следует противоречащая нижней верхняя оценка на размер {\displaystyle R(A)}.

## Приложения
Бургейн, Глибичук и Конягин использовали частны случай теоремы при {\displaystyle {\mathbb {F} }={\mathbb {F} }_{p}} для оценки полилинейных тригонометрических сумм. Это, в частности, позволило получить нетривиальные верхние оценки для сумм Гаусса {\displaystyle {\Bigg \vert }{\sum \limits _{g\in G}{e^{2\pi {\frac {ag}{p}}i}}}{\Bigg \vert }={\Bigg \vert }{\sum \limits _{x=0}^{p-1}{e^{2\pi {\frac {ax^{n}}{p}}i}}}{\Bigg \vert }} по малым мультипликативным подгруппам {\displaystyle G\subset {\mathbb {F} }_{p}^{*},\ |G|={\frac {p-1}{n}}}. Бургейн, Кац и Тао, используя этот же случай, усилили оценку в проблеме Семереди-Троттера в {\displaystyle {\mathbb {F} }_{p}}, доказав, что для множества пар {\displaystyle I=\left\lbrace {(p,l):p\in l,p\in P,l\in L}\right\rbrace } для множества {\displaystyle P} точек из {\displaystyle \left({{\mathbb {F} }_{p}}\right)^{2}} и прямых {\displaystyle L} при {\displaystyle |P|=|L|=n} выполняеся оценка {\displaystyle |I|\leq n^{{\frac {3}{2}}-\varepsilon }} при некотором {\displaystyle \varepsilon >0}.

В этой же работе они применили теорему для исследования множеств Какейи в многомерном пространстве {\displaystyle ({\mathbb {F} }_{p})^{d}}. Для размера такого множества ими была получена оценка {\displaystyle |S|>p^{{\frac {d}{2}}+1+10^{-10}}}.

## Границы возможного улучшения гипотезы
В той же статье, где Эрдёш и Семереди выдвинули гипотезу о том, что {\displaystyle \max \left\lbrace {|A+A|,|A\times A|}\right\rbrace >c(\delta )|A|^{2-\delta }} для {\displaystyle A\subset {\mathbb {Z} },\ \delta >0}, они предъявили и пример построения сколь угодно большого множества {\displaystyle A}, для которого {\displaystyle |A+A|+|A\times A|\leq |A|^{2-{\frac {c}{\log \log |A|}}}}. В качестве такого множества выступало множество чисел, получаемых произведением не более чем {\displaystyle 2\left\lfloor {\frac {\log x}{6\log \log x}}\right\rfloor } простых чисел (не обязательно различных), каждое из которых не превышает {\displaystyle (\log x)^{3}}, где {\displaystyle x} — произвольное достаточно большое число.

## Обобщения

### Для комбинации операций
Бургейн и Чанг рассматривали оценки вида
{\displaystyle \max\{|\underbrace {A+\dots +A} _{k}|,|\underbrace {A\times \dots \times A} _{k}|\}\geq |A|^{b(k)}}
для произвольного {\displaystyle k} и {\displaystyle b(k)\to \infty }.
Во многих работах сложение и умножение соединяют в одном выражении: например, получают безусловные нижние оценки для {\displaystyle |AA+AA|}.

### Для набора пар слагаемых/множителей
Одно из обобщений гипотезы — вопрос о суммах и произведениях, соответствующие рёбрам произвольного графа на элементах множества.
| Пусть {\displaystyle G=(A,E)} — граф, {\displaystyle E\subset A\times A}, {\displaystyle \|A\|=n}. Обозначим {\displaystyle c} и {\displaystyle \delta } через равенства - {\displaystyle \|E\|=n^{1+c}} - {\displaystyle \max\{\|A+_{G}A\|,\|A\cdot _{G}A\|\}=n^{1+\delta }}, где {\displaystyle A+_{G}A:=\{a+b:(a,b)\in E\}}, {\displaystyle A\cdot _{G}A:=\{ab:(a,b)\in E\}} Как зависят друг от друга значения {\displaystyle c} и {\displaystyle \delta } при {\displaystyle \|A\|\to \infty }? |

В отличие от случая {\displaystyle G=A\times A}, здесь может не наблюдаться экстремального роста ни сумм, ни произведений: при {\displaystyle c<1} возможна ситуация, когда {\displaystyle \delta <c}. Поэтому кроме нижних оказывается актуален вопрос верхних оценок на {\displaystyle \max\{|A+A|,|AA|\}}. Впрочем, нижние оценки тоже исследуются.

### Для оценки энергий
Нижние оценки на размер множества сумм легко выводить из верхних оценок на аддитивную энергию, поэтому гипотезу о первых естественно обобщить до гипотезы о вторых, используя аналогичное понятие мультипликативной энергии.
Но у множества чисел вполне могут быть большими одновременно обе энергии, поскольку нижняя оценка может контролироваться вкладом отдельного подмножества. Например, если {\displaystyle E^{+}(A_{1})\gg |A|^{3},E^{\times }(A_{2})\gg |A|^{3}}, то для множества {\displaystyle A=A_{1}\cup A_{2}} верно, что
{\displaystyle \min\{E^{+}(A),E^{\times }(A)\}\geq \min\{E^{+}(A_{1}),E^{\times }(A_{2})\}\gg |A|^{3}\ .}
Поэтому при формулировке соответствующей теоремы об энергиях используется соотношение энергий разных подмножеств.
| Теорема Балога-Вули Существует константа {\displaystyle \delta >0} такая, что для любого множества {\displaystyle A\subset {\mathbb {R} }} существует разбиение {\displaystyle A=B\sqcup C} с условием {\displaystyle E^{+}(B)\leq \|A\|^{3-\delta },\ E^{\times }(C)\leq \|A\|^{3-\delta }} |

Наилучший вариант этой теоремы доказан для {\displaystyle \delta ={\frac {7}{26}}-o(1)}. Известно, что аналогичное не верно для {\displaystyle \delta >{\frac {2}{3}}}.

### Для произвольных выпуклых функций
Умножение двух чисел можно представить как функцию от сложения их логарифмов: {\displaystyle ab=\exp(\log a+\log b)}. Поэлементное применение строго возрастающей функции ко множеству не меняет его размера, поэтому
{\displaystyle |AA|=|\exp(\log A+\log A)|=|\log A+\log A|}
и основную гипотезу сумм-произведений можно переформулировать как
{\displaystyle \max\{|A+A|,|\log A+\log A|\}\geq |A|^{2-o(1)}}
или (подставляя {\displaystyle A:=\log A}) как
{\displaystyle \max\{|\exp(A)+\exp(A)|,|A+A|\}\geq |A|^{2-o(1)}\ .}
Оказывается, что похожие оценки можно доказать для произвольной выпуклой функции вместо {\displaystyle \exp }.
| Теорема Если {\displaystyle A\subset {\mathbb {R} }} — произвольное множество, {\displaystyle f:{\mathbb {R} }\to {\mathbb {R} }} — произвольная строго выпуклая функция, то {\displaystyle \max\{\|A-A\|,\|f(A)+f(A)\|\}\geq \|A\|^{14/11-o(1)}} {\displaystyle \max\{\|A+A\|,\|f(A)+f(A)\|\}\geq \|A\|^{24/19-o(1)}} |

Вопрос о том, верны ли такие же оценки с показателем {\displaystyle 2-o(1)} в правой части, остаётся открытым.
Аналогичные результаты получены и для большего числа слагаемых.